# ليونيل لوغ
ليونيل جورج لوغ (بالإنجليزية: Lionel George Logue) (من 26 فبراير، 1880 إلى 12 أبريل، 1953) كان معالج مشاكل النطق أسترالي الجنسية. وكسب شهرة واسعه بعلاجه الملك جورج السادس، والذي كان يعاني من التأته والتلعثم.

## نشأته وعائلته

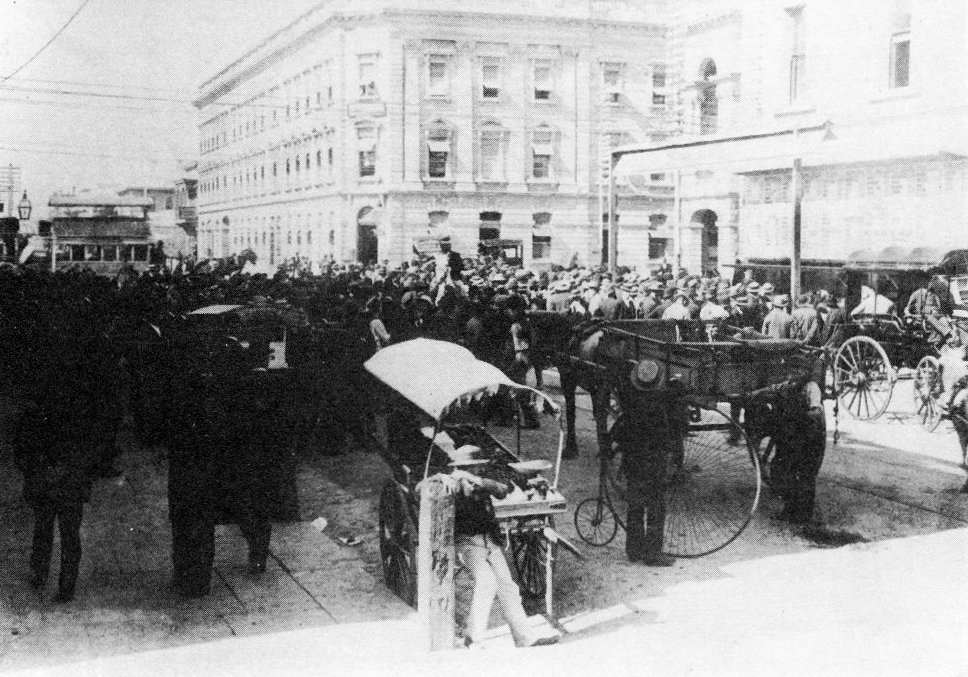
Adelaide, 1896

## معالجته للملك جورج السادس
عالج الملك جورج السادس حيث انه كان يعاني من التعلقم و التأتأة و كان يساعده في خطاباته التي كان يلقيها علي الشعب

## حياته الشخصية

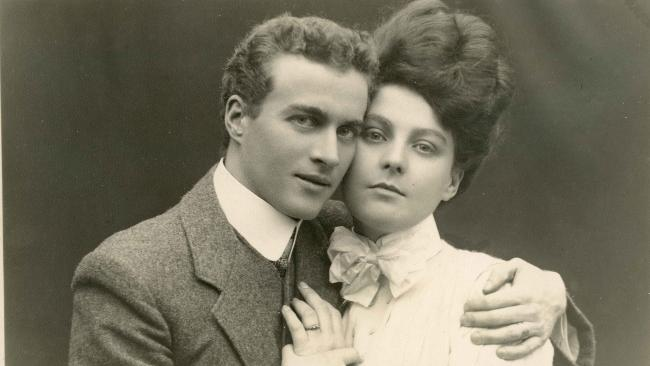
Logue with Myrtle Gruenert at the time of their engagement in Perth in 1906

## في الثقافة العامة
وكتب حفيد لوغ مارك كتاب مع بيتر كونرادى حول علاقة جدة بدوق يورك الذي أصبح بعد ذلك الملك جورج السادس وعنوانة الرجل الذي حفظ الملكية البريطانية الذي تحول إلى فيلم سينمائي عام 2010 تحت اسم خطاب الملك ، وهو دراما تاريخية من تأليف سيدلر ديفيد وقام بدور لوغ فية الممثل جيفرى راش وقام بدور الملك جورج السادس الممثل كولين فيرث وبدور إدوارد الثامن الممثل غاى بيرس وبدور الملك جروج الخامس الممثل مايكل جامبون، وفي فبراير 2011 حصل فيلم خطاب الملك على أربع جوائز أوسكار تشمل جائزة أفضل فيلم وأفضل ممثل لكولين فيرث، كما قدمت أذاعيا عام 2008 ولعب دور لوغ فيها مارك بيرجس.

## وصلات خارجية
- Lionel Logue 'never swore in front of King George VI' from BBC Radio Leicester
- Bowen, C. (2002). Lionel Logue: Pioneer speech therapist.http://www.speech-language-therapy.com/ll.htm نسخة محفوظة 7 مارس 2011 على موقع واي باك مشين. Retrieved January 1, 2011.
- Hutchinson, Norman C, Lionel Logue: the King's Mentor, self-published, Box Hill South, Victoria, Australia 2010.
- Royal College of Speech and Language Therapists. http://www.rcslt.org/about/docs/lionel_logue_letter نسخة محفوظة 5 يناير 2011 على موقع واي باك مشين. Letter sent by Logue to George VI.
- Rare photo of Lionel Logue near the end of his life, from the U.K. National Archives